# Praf in ochi
«Praf in Ochi» — румунський рок-гурт, заснований 1999 року. До первинного складу гурту входили: Lazar Cercel (засновник, бас-гітарист), Florea Catalin George (ударні), Dontu Andrei (гітара), Murariu Stefan (вокал), Vadineanu Alexandru — Voce.
У 2001 році у складі сталися деякі зміни: вокаліста замінив Ionut Radu Adrian, барабанщика Alexandru Piscunov, гітариста Tiberiu Topor, також до гурту прийшов діджей Cristian Constantin (з незмінних учасників залишився лише Черчель Лазер).
У 2003 році гурт взяв участь у відбірковому турі номінації «Cerbul de aur» (укр. "Золотий олень") з піснею «O mie de ganduri» (укр. 1000 думок). Трохи згодом пісня вийшла як сингл, що разом з двома іншими: «In mintea mea» та «Peste sufletul meu» увійшла до єдиного альбому «P.I.O.».
У 2004 році гурт співпрацює зі співачкою Даною Налбару, та разом з нею виконує пісню «Orasul» (укр. місто). 2005 року гурт номіновано в рамках «MTV Romanian Music Awards» у категорії «Best Rock».
У 2006 році гурт призупиняє активність, а деякі його учасники створюють власні проекти.
У 2009 році гурт відновлює активність, випускаючи сингл «Locul Ei» (укр. її місце), що став саундтреком до серіалу «Мої східні ночі» (рум. Iubire și Onoare).
У 2013 році було видано сингли: «Pentru tine» (укр. для тебе), «So Much Better» (друга англомовна після «Rda vs. Oxi»).

## Склад

### Поточний склад
- Йонут Адріан Раду — вокал, клавішні
- Тіберіу Топор — гітара
- Стефан Марін — гітара

## Дискографія

### Альбоми
- «P.I.O.» (2004)

### Сингли
| Рік  | Назва                         |
| ---- | ----------------------------- |
| 2003 | «O mie de ganduri»            |
| 2004 | «In mintea mea»               |
| 2004 | «Peste sufletul meu»          |
| 2005 | «Orasul» (feat. Dana Nalbaru) |
| 2009 | «Locul Ei»                    |
| 2013 | «Pentru tine»                 |
| 2013 | «So Much Better»              |